# جاك وايتهاوس
جاك وايتهاوس (بالإنجليزية: Jack Whitehouse)‏ (12 أغسطس 1861 في المملكة المتحدة - 1 يونيو 1933 في المملكة المتحدة) هو لاعب كرة قدم بريطاني (وحمل سابقاً جنسية المملكة المتحدة لبريطانيا العظمى وأيرلندا) في مركز الهجوم. لعب مع وست بروميتش ألبيون.